# Osborne House
Osborne House é uma ex-residência real localizada em East Cowes, Ilha de Wight, no Reino Unido. Casa foi construída entre 1845 e 1851 para a rainha Vitória e seu marido o príncipe Alberto de Saxe-Coburgo-Gota como uma casa de verão e retiro. O próprio Alberto projetou a o edifício no estilo de um palácio renascentista italiano, enquanto o arquiteto Thomas Cubitt realizou a construção. Uma antiga casa menor que ficava no local foi demolida a fim de abrir espaço para a casa mais nova e bem maior, porém o pórtico original de entrada e o portão para o jardim permaneceram de pé.

## História

### Osborne House original
A Rainha Vitória e o seu marido, o Príncipe Alberto, compraram Osborne House, na Ilha de Wight, em Outubro de 1844. O casal Real procurava um lar afastado das pressões da vida da Corte. A Rainha Vitória havia passado duas férias na Ilha quando era jovem. O cenário da existente casa georgiana de três andares atraiu a Rainha Vitória e o Príncipe Alberto; em particular, as vistas para o Solent lembraram a Alberto a Baía de Nápoles, na Itália. Tornou-se óbvio, rapidamente, que o edifício era demasiado pequeno para as suas necessidades. Derrubar a casa e construir uma nova foi considerado o curso de acção apropriado.

### A nova Osborne House
A nova Osborne House foi construída ao estilo dos palácios da Renascença italiana, e completada com duas torres pseudo-campanário, entre 1845 e 1851. O Príncipe Alberto desenhou a casa, ele próprio, em conjunto com o construtor foi Thomas Cubitt, o arquitecto londrino cuja empresa também construiu a principal fachada do Buckingham Palace. A venda do Royal Pavilion pagou grande parte do mobiliário da nova casa.

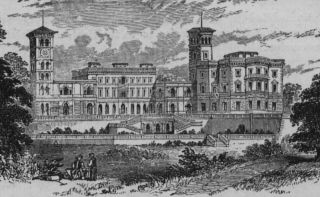
Osborne House na época da sua construção

A casa consistia na original ala quadrada chamada de "O Pavilhão", a qual continha os principais apartamentos Reais. Os aposentos contêm lembranças das ligações dinásticas de Vitória com as outras famílias Reais europeias. A Sala de Bilhar acolhe um vaso de porcelana maciça, uma oferta do todo poderoso Czar da Rússia Nicolau I. A grandeza da Sala de Bilhar, da Sala de Jantar da Rainha e da Sala de Estar, todas elas no piso térreo, forma um contraste marcado com a decoração muito mais modesta e acolhedora do primeiro andar. Entre estas últimas encontram-se a Sala de Vestir do Príncipe, a Sala de Estar da Rainha, o Quarto da Rainha e os quartos das crianças, todos eles pensados para o uso privado e doméstico, sendo, deste modo, tão confortáveis quanto possível. Tanto a Rainha Vitória como o Príncipe Alberto estavam determinados em educar os seus filhos num ambiente tão natural e afectuoso quanto a sua situação permitia. Deste modo, as crianças Reais podiam visitar os quartos dos pais, enquanto que outras de estatuto semelhante viviam de uma maneira muito mais distante.
A "ala principal", contendo as acomodações da família, além das câmaras de audiência e do Conselho, foi adicionada mais tarde.

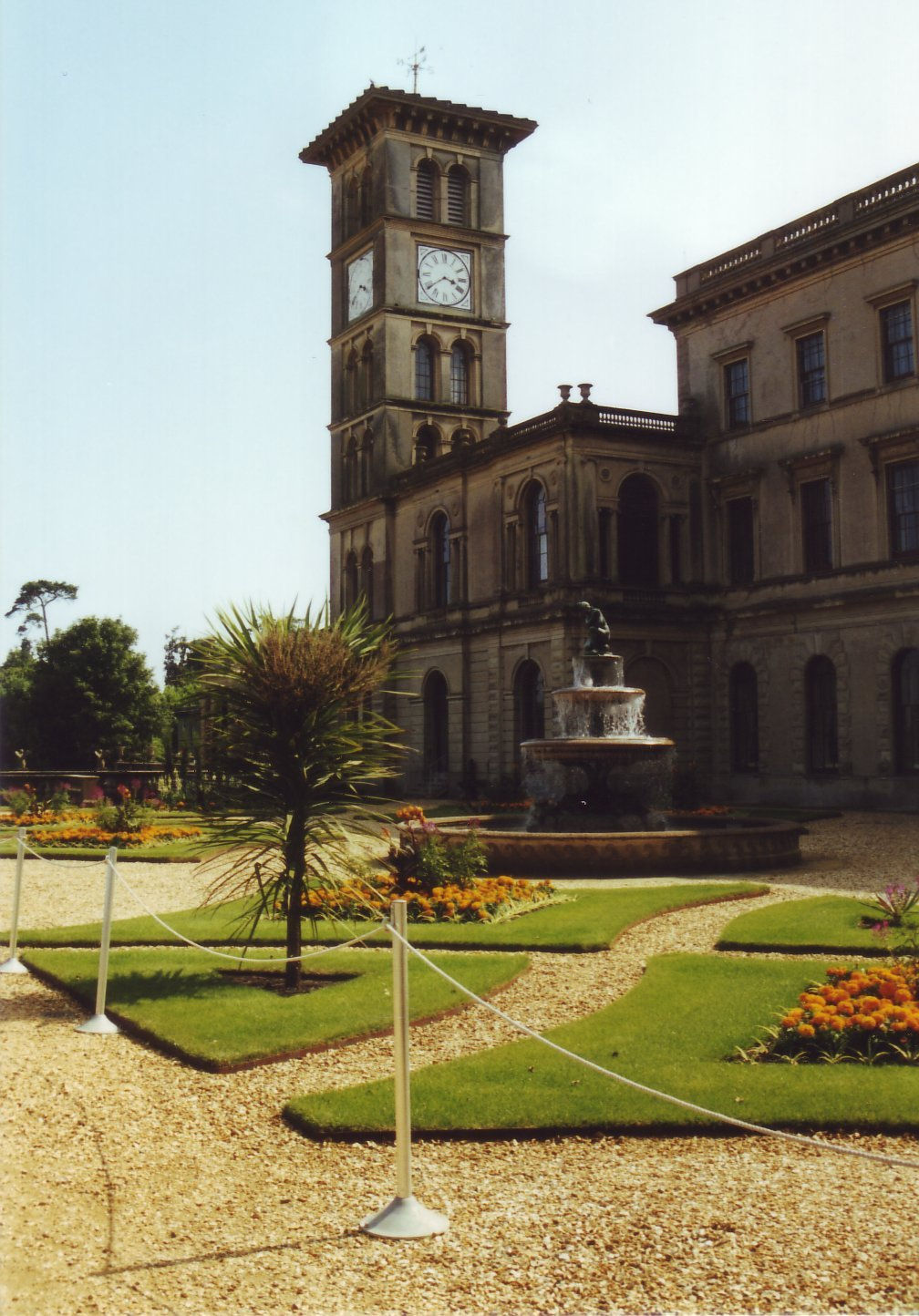
Um dos campanários de Osborne House

A última adição ao palácio foi uma ala construída entre 1890 e 1891. Esta contém, no andar térreo, a famosa Sala de Darbar, a qual recebeu o nome a partir da versão anglicizada do termo hindi darbar, sendo um enorme hall decorado em estilo indiano. A palavra darbar significa "Corte". A Sala do Darbar foi construída para funções de Estado e decorada por Bhai Ram Singh, num estilo elaborado e intricado, com um tapete de Agra. Era utilizado como salão de baile e sala de recepção muito formal. Actualmente contém os presentes que a Rainha Vitória recebeu nos seus Jubileus de Ouro e Diamante. Estes incluem vasos de prata e cobre gravados, armaduras indianas e mesmo o modelo dum palácio indiano. O primeiro andar da nova ala era usado somente pela Princesa Beatriz e pela sua família. Beatriz era a filha mais nova da Rainha Vitória, a qual se manteve permanentemente ao seu lado.
As associações indianas de Osborne House também incluem uma colecção de pinturas de pessoas e cenas indianas, pintadas por Rudolf Swoboda a pedido da Rainha Vitória. Existem ali descrições de indianos que residiam ou visitaram a Grã-Bretanha no século XIX, além de cenas pintadas na própria Índia quando o pintor se deslocou a esse país.
Osborne House tornou-se na coisa mais próxima dum lar familiar que os filhos da Rainha Vitória e do Príncipe Alberto conheceriam.

### Cabana Suiça
Os terenos da Osborne House incluíam uma "Cabana Suíça"". Esta cabana foi desmantelada e trazida peça por peça da Suíça para Osborne, onde foi remontada. Foi o presente de Vitória para os seus filhos no seu próprio aniversário de 1854. As crianças Reais eram encorajadas a permanecer no jardim. A cada uma delas foi dada uma porção de terreno na qual cresciam frutos, vegetais e flores, podendo estes, então, vender os seus produtos ao pai. O Príncipe Alberto usou esta estratégia para lhes ensinar os fundamentos básicos da economia. As crianças também aprendiam a cozinhar na Cabana Suíça, a qual estava equipada com uma cozinha absolutamente funcional. Ambos os progenitores viam este género de educação como uma forma de manter os pés dos seus filhos firmemente assentes no chão em vez do seu estatuto Real. Enquanto as crianças cozinhavam na cozinha abaixo, a Rainha Vitória podia gozar da simplicidade da Cabana Suíça para pôr a sua correspondência pessoal em dia.

### Casa de Família
Osborne House foi um verdadeiro lar para a Família Real, a qual permanecia ali por longos períodos em cada ano: na Primavera, pelo aniversário de Vitória em Maio; em Julho e Agosto, quando celebravam o aniversário de Alberto; e mesmo antes do Natal. Numa ruptura com o passado, a Rainha Vitória e o Príncipe Alberto permitiam que fotógrafos e pintores capturassem imagens da sua família nos campos e na casa, em parte para seu próprio prazer e em parte para que a nação visse que feliz e devotada família eles tinham. Foram vendidas ao público milhares de reproduções da Família Real, o que levou Vitória a notar, "nenhum soberano foi alguma vez mais amado que eu (sou suficientemente atrevida para dizê-lo)". Escrevendo à sua filha, em 1858, sobre a tristeza do Windsor Castle, Vitória declarou, "eu anseio pelas nossas alegres e despretensiosas salas em Osborne".

### A morte do Príncipe Alberto
Infelizmente, o idílio doméstico em Osborne não iria continuar. Em Dezembro de 1861 o Príncipe Alberto faleceu no Windsor Castle. Apesar do seu falecimento, Osborne House continuou a ser uma das casas favoritas da Rainha Vitória. Como viúva, Vitória entrou num luto impenetrável, tendo-se retirado para Windsor e Osborne com as suas memórias. Os aposentos Reais privados foram, efectivamente, selados numa cápsula do tempo, com todo o ambiente preservado como se Alberto ainda estivesse vivo. A rotina doméstica também continuou como se o príncipe consorte não tivesse falecido, mesmo ao ponto das seus objectos de barbear e casacos serem arranjados para ele todos os dias.
Posteriormente, o físico Guglielmo Marconi transmitiu algumas das primeiras mensagens de rádio para Vitória, em Osborne, para mantê-la informada sobre o estado de saúde de seu filho mais velho, o futuro  Eduardo VII, enquanto este estava seriamente doente em Sandringham House.

### A morte da Rainha Vitória
A Rainha Vitória faleceu em Osborne no dia 22 de Janeiro de 1901, com duas gerações da sua família reunidas à sua volta. Entre os admiradores do edifício encontrava-se um dos netos da Rainha, o Kaiser Guilherme II, em cujos braços a soberana morreu. Embora Vitória tenha adorado Osborne, esta propriedade tinha poucos encantos para os seus filhos. Vitória deixou, no seu testamento, instruções expressas para que Osborne se mantivesse na família, mas ninguém a queria, pelo que o novo Rei, Eduardo VII, acabou por oferecer a propriedade à nação. Com excepção da Princesa Beatriz (que manteve uma casa na propriedade), o resto da Família Real via Osborne House como um "elefante branco". O novo Rei também tinha o seu próprio refúgio rural na Sandringham House, e também preferia gastar o seu tempo de lazer caçando ou fazendo corridas em vez de ficar em reclusão numa ilha. O público em geral tem permissão para visitar os antigos aposentos de aparato, mas os apartamentos privados da família encontram-se fechados.

## Casa de convalescença
Algumas secções de Osborne House foram usadas como casa de convalescença para oficiais durante a Primeira Guerra Mundial - Robert Graves e Alan Alexander Milne foram dois famosos pacientes que ali recuperaram. Conhecida como "King Edward VII Retirement Home for Officers" (Casa de Retiro para Oficiais Rei Eduardo VII), incluiu, mais tarde, convalescentes originários dos serviços militar e civil. Até ao final da década de 1990 recebeu oficiais reformados dos Serviços Armados Britânicos.

## Colégio naval

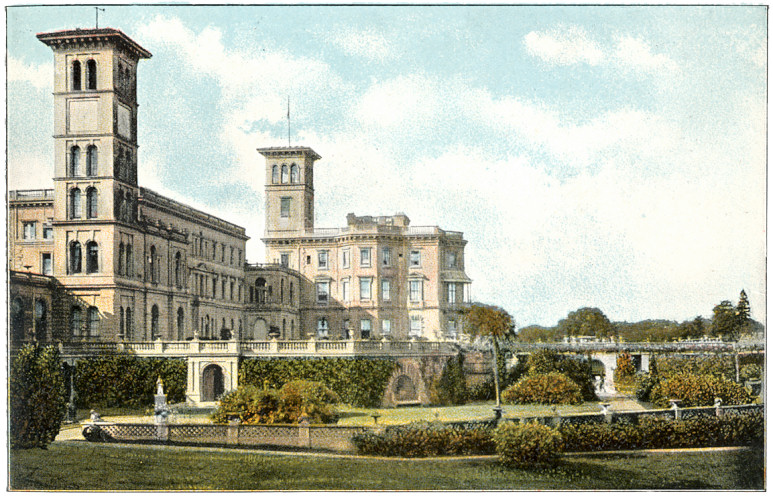
O relvado sul de Osborne House em 1910

Em 1903, parte da propriedade tornou-se num colégio de treino para oficiais juniores da Marinha Real Britânica, conhecido como "Royal Naval College, Osborne". O treino inicial começava aos treze anos de idade, e os estudos posteriores eram continuados no Colégio Real Naval de Dartmouth. O colégio encerrou em 1921, com os últimos estudantes a deixarem o edifício no dia 9 de Abril daquele ano.
Entre os antigos estudantes incluem-se três bisnetos da Rainha Vitória: os futuros reis Eduardo VIII e Jorge VI, assim como o irmão mais novo de ambos, Jorge, Duque de Kent. Outro bem conhecido aluno do colégio foi Jack Llewelyn Davies, um dos cinco "rapazes Llewelyn Davies, o qual inspirou J. M. Barrie na criação do Peter Pan. Davies – cujos irmãos foram, todos eles, para o Colégio de Eton – descreveu os seus cinco anos em Osborne como horrendos. O caso de George Archer-Shee, de 1908, o qual foi expulso de Osborne depois de ser falsamente acusado de roubar um vale postal de cinco xelins, inspirou a peça The Winslow Boy.

## Segunda Guerra Mundial
Ironicamente, Adolf Hitler foi um dos admiradores de Osborne House, tendo mesmo ordenado que a propriedade não fosse bombardeada, pois punha a hipótese de torná-la num dos seus refúgios no pós-guerra.

## Osborne House na actualidade
Imediatamente após a morte da Rainha Victoria, os apartamentos Reais, nos andares superiores da ala do pavilhão, foram transformados num museu privado para uso exclusivo da Família Real. Estes aposentos permaneceram exactamente como ela os deixou. Parte do andar térreo foi aberto ao público no início do século XX, e, em 1954, o quarto de Vitória e os apartamentos privados puderam ser vistos pela primeira vez pelo público, seguidos dos quartos de criança, em 1989. Actualmente, a casa tem sido restaurada de acordo com o seu antigo esplendor como palácio de verão da Rainha Imperatriz.

## English Heritage
Osborne House está, actualmente, sob os cuidados do English Heritage, encontrando-se aberta ao público da primavera até o outono. O antigo pavilhão de cricket do Naval College foi convertido numa cabana de férias em 2004, podendo ser reservado por membros do público.

## Livros e Artigos
- Adair, John. The Royal Palaces of Britain. London:
- Struthers, Jane. Royal Palaces of Britain. London: ISBN 1 84330 733 2

## Referências

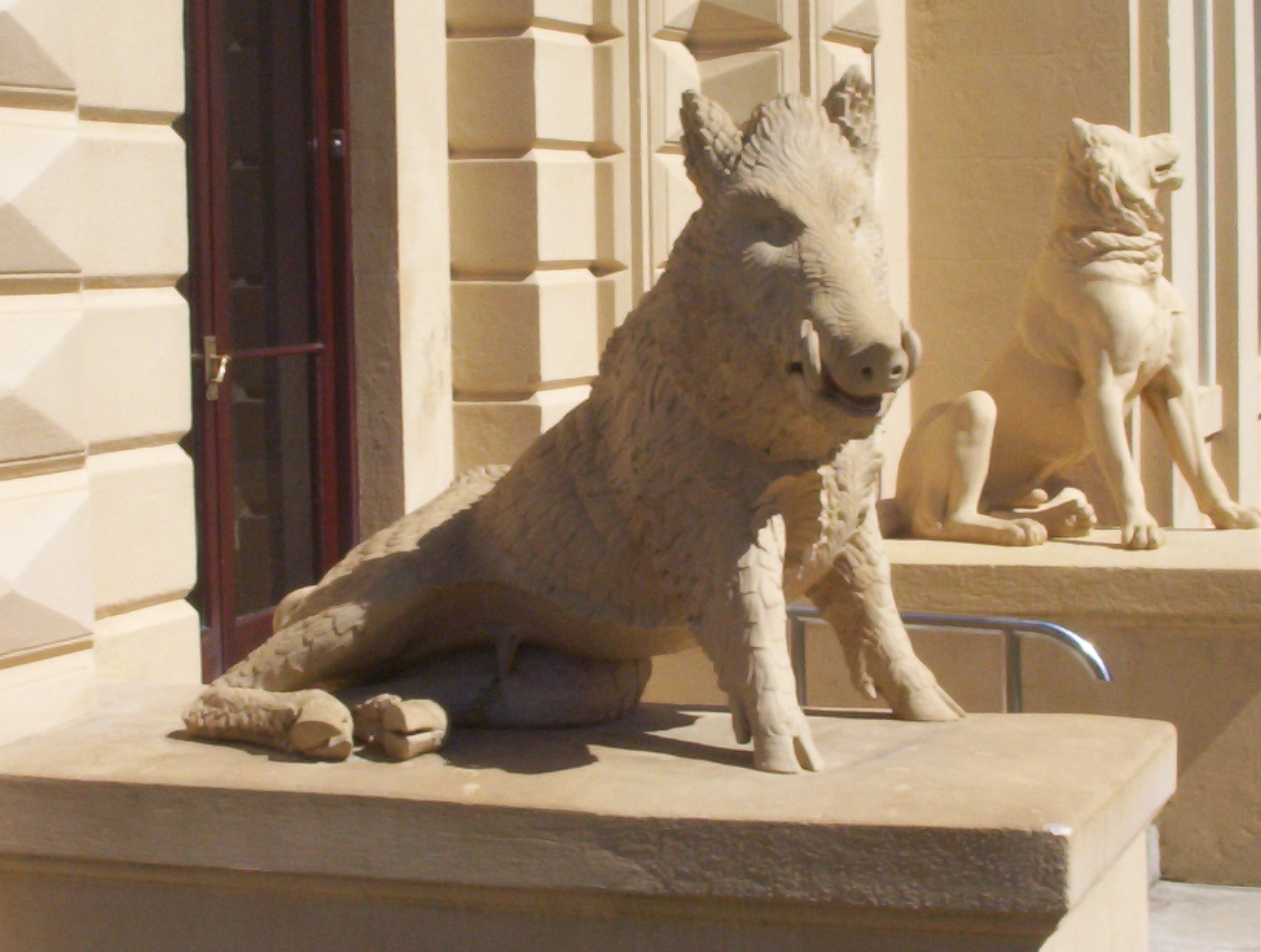
Detalhe dos animais que guardam a entrada de Osborne House